# شهرک صنعتی بندرعباس
شهرک صنعتی بندرعباس، روستایی در دهستان ایسین بخش مرکزی شهرستان بندرعباس در استان هرمزگان ایران است.

## جمعیت
بر پایه سرشماری عمومی نفوس و مسکن در سال ۱۳۹۵، جمعیت این روستا برابر با ۲۴۵ نفر (۶۹ خانوار) بوده است.